# Philip Anthony Jones
Philip Anthony Jones, detto Phil (Preston, 21 febbraio 1992), è un ex calciatore inglese, di ruolo difensore.
Nel 2012 è stato inserito nella lista dei migliori calciatori nati dopo il 1991 stilata da Don Balón.

## Caratteristiche tecniche
È un difensore centrale forte fisicamente, la cui duttilità tattica talvolta gli permette di essere schierato anche come terzino destro o mediano.

## Carriera

### Club

#### Blackburn Rovers
Nella stagione 2009-2010, la prima con la maglia del Blackburn Rovers, ha disputato nove partite in Premier League.

#### Manchester United
Il 13 giugno 2011 viene acquistato dal Manchester United per circa venti milioni di euro, firma un contratto quinquennale; il 7 agosto fa il suo esordio ufficiale con la nuova maglia nel Community Shield vinto per 3-2 contro i "cugini" del Manchester City.
Nella stagione 2013-2014 viene impiegato come mediano dal nuovo allenatore dei Red Devils, David Moyes, ripagandolo con buone prestazioni.
Il 29 ottobre 2013 trova il suo primo gol stagionale e anche il primo gol in Football League Cup nella partita interna vinta per 4-0 sul Norwich City. Il 10 dicembre 2013 trova il secondo gol stagionale nonché il secondo gol in Champions League nella partita Manchester United-Shakhtar Donetsk 1-0, vinta dalla sua squadra proprio grazie al suo gol confermandosi prima nel girone A.
La nuova stagione (2014-2015) viene impiegato di nuovo come difensore centrale dal nuovo tecnico dei Red Devils Louis van Gaal nella nuova difesa a tre studiata dal tecnico olandese. La prima presenza stagionale la trova il 16 agosto 2014 nella sconfitta interna per 1-2 contro lo Swansea City, dove regala l'assist al compagno Rooney con un colpo di testa su azione da calcio d'angolo.
Il 1º luglio 2015 Jones ha firmato un nuovo contratto quadriennale con lo United. L'8 febbraio 2019 ha firmato un nuovo contratto fino al 2023. Nel 2020 ha poi trascorso 20 mesi senza scendere in campo a causa di un infortunio, tornando finalmente ad allenarsi e a giocare con le riserve nel settembre 2021. In seguito all'infortunio di Harry Maguire, unito a quelli di Eric Bailly e Victor Lindelöf, Jones torna in prima squadra nella sconfitta casalinga per 1-0 contro il Wolverhampton Wanderers il 3 gennaio 2022, la sua prima apparizione dopo quasi due anni.
Il 15 maggio 2023 lo United annuncia che, dopo 12 anni di permanenza all'Old Trafford, Jones sarà svincolato dal club al termine della stagione. Nell'agosto del 2024 annuncia il suo ritiro dal calcio giocato, dichiarando di volersi dedicare all'attività di allenatore.

### Nazionale
Esordisce con la nazionale maggiore, il 7 ottobre 2011 sotto la guida di Fabio Capello in una partita valida per le qualificazioni ad Euro 2012 contro il Montenegro. Nel giugno 2014 viene selezionato dal CT Roy Hodgson nella lista dei 23 convocati dell'Inghilterra per il Mondiale 2014 in Brasile.

## Statistiche

### Presenze e reti nei club
Statistiche aggiornate al 30 giugno 2023.
| Stagione                | Squadra                 | Campionato              | Campionato | Campionato | Coppe nazionali | Coppe nazionali | Coppe nazionali | Coppe continentali | Coppe continentali | Coppe continentali | Altre coppe | Altre coppe | Altre coppe | Totale | Totale |
| Stagione                | Squadra                 | Comp                    | Pres       | Reti       | Comp            | Pres            | Reti            | Comp               | Pres               | Reti               | Comp        | Pres        | Reti        | Pres   | Reti   |
| ----------------------- | ----------------------- | ----------------------- | ---------- | ---------- | --------------- | --------------- | --------------- | ------------------ | ------------------ | ------------------ | ----------- | ----------- | ----------- | ------ | ------ |
| 2008-2009               | Blackburn               | PL                      | 0          | 0          | FACup+CdL       | 0               | 0               | -                  | -                  | -                  | -           | -           | -           | 0      | 0      |
| 2009-2010               | Blackburn               | PL                      | 9          | 0          | FACup+CdL       | 1+2             | 0               | -                  | -                  | -                  | -           | -           | -           | 12     | 0      |
| 2010-2011               | Blackburn               | PL                      | 26         | 0          | FACup+CdL       | 0+2             | 0               | -                  | -                  | -                  | -           | -           | -           | 28     | 0      |
| Totale Blackburn Rovers | Totale Blackburn Rovers | Totale Blackburn Rovers | 35         | 0          |                 | 5               | 0               |                    | -                  | -                  |             | -           | -           | 40     | 0      |
| 2011-2012               | Manchester Utd          | PL                      | 29         | 1          | FACup+CdL       | 1+1             | 0               | UCL+UEL            | 6+3                | 1+0                | CS          | 1           | 0           | 41     | 2      |
| 2012-2013               | Manchester Utd          | PL                      | 17         | 0          | FACup+CdL       | 4+0             | 0               | UCL                | 3                  | 0                  | -           | -           | -           | 24     | 0      |
| 2013-2014               | Manchester Utd          | PL                      | 26         | 1          | FACup+CdL       | 0+4             | 1               | UCL                | 8                  | 1                  | CS          | 1           | 0           | 39     | 3      |
| 2014-2015               | Manchester Utd          | PL                      | 22         | 0          | FACup+CdL       | 2+0             | 0               | -                  | -                  | -                  | -           | -           | -           | 24     | 0      |
| 2015-2016               | Manchester Utd          | PL                      | 10         | 0          | FACup+CdL       | 0+1             | 0               | UCL+UEL            | 2+0                | 0                  | -           | -           | -           | 13     | 0      |
| 2016-2017               | Manchester Utd          | PL                      | 18         | 0          | FACup+CdL       | 2+3             | 0               | UEL                | 3                  | 0                  | CS          | 0           | 0           | 26     | 0      |
| 2017-2018               | Manchester Utd          | PL                      | 23         | 0          | FACup+CdL       | 2+0             | 0               | UCL                | 0                  | 0                  | SU          | 0           | 0           | 25     | 0      |
| 2018-2019               | Manchester Utd          | PL                      | 18         | 0          | FACup+CdL       | 2+1             | 0               | UCL                | 3                  | 0                  | -           | -           | -           | 24     | 0      |
| 2019-2020               | Manchester Utd          | PL                      | 2          | 0          | FACup+CdL       | 1+2             | 1+0             | UEL                | 3                  | 0                  | -           | -           | -           | 8      | 1      |
| 2020-2021               | Manchester Utd          | PL                      | 0          | 0          | FACup+CdL       | 0               | 0               | UCL+UEL            | 0                  | 0                  | -           | -           | -           | 0      | 0      |
| 2021-2022               | Manchester Utd          | PL                      | 4          | 0          | FACup+CdL       | 1+0             | 0               | UCL                | 0                  | 0                  | -           | -           | -           | 5      | 0      |
| 2022-2023               | Manchester Utd          | PL                      | 0          | 0          | FACup+CdL       | 0               | 0               | UEL                | 0                  | 0                  | -           | -           | -           | 0      | 0      |
| Totale Manchester Utd   | Totale Manchester Utd   | Totale Manchester Utd   | 169        | 2          |                 | 27              | 2               |                    | 31                 | 2                  |             | 2           | 0           | 229    | 6      |

### Cronologia presenze e reti in nazionale
| Cronologia completa delle presenze e delle reti in nazionale ― Inghilterra | Cronologia completa delle presenze e delle reti in nazionale ― Inghilterra | Cronologia completa delle presenze e delle reti in nazionale ― Inghilterra | Cronologia completa delle presenze e delle reti in nazionale ― Inghilterra | Cronologia completa delle presenze e delle reti in nazionale ― Inghilterra | Cronologia completa delle presenze e delle reti in nazionale ― Inghilterra | Cronologia completa delle presenze e delle reti in nazionale ― Inghilterra | Cronologia completa delle presenze e delle reti in nazionale ― Inghilterra |
| Data                                                                       | Città                                                                      | In casa                                                                    | Risultato                                                                  | Ospiti                                                                     | Competizione                                                               | Reti                                                                       | Note                                                                       |
| -------------------------------------------------------------------------- | -------------------------------------------------------------------------- | -------------------------------------------------------------------------- | -------------------------------------------------------------------------- | -------------------------------------------------------------------------- | -------------------------------------------------------------------------- | -------------------------------------------------------------------------- | -------------------------------------------------------------------------- |
| 7-10-2011                                                                  | Podgorica                                                                  | Montenegro                                                                 | 2 – 2                                                                      | Inghilterra                                                                | Qual. Euro 2012                                                            | -                                                                          |                                                                            |
| 12-11-2011                                                                 | Londra                                                                     | Inghilterra                                                                | 1 – 0                                                                      | Spagna                                                                     | Amichevole                                                                 | -                                                                          | 57’                                                                        |
| 15-11-2011                                                                 | Londra                                                                     | Inghilterra                                                                | 1 – 0                                                                      | Svezia                                                                     | Amichevole                                                                 | -                                                                          |                                                                            |
| 29-2-2012                                                                  | Londra                                                                     | Inghilterra                                                                | 2 – 3                                                                      | Paesi Bassi                                                                | Amichevole                                                                 | -                                                                          | 64’                                                                        |
| 26-5-2012                                                                  | Oslo                                                                       | Norvegia                                                                   | 0 – 1                                                                      | Inghilterra                                                                | Amichevole                                                                 | -                                                                          | 87’                                                                        |
| 29-5-2013                                                                  | Londra                                                                     | Inghilterra                                                                | 1 – 1                                                                      | Irlanda                                                                    | Amichevole                                                                 | -                                                                          | 46’                                                                        |
| 2-6-2013                                                                   | Rio de Janeiro                                                             | Brasile                                                                    | 2 – 2                                                                      | Inghilterra                                                                | Amichevole                                                                 | -                                                                          | 76’                                                                        |
| 14-8-2013                                                                  | Londra                                                                     | Inghilterra                                                                | 3 – 2                                                                      | Scozia                                                                     | Amichevole                                                                 | -                                                                          | 84’                                                                        |
| 15-11-2013                                                                 | Londra                                                                     | Inghilterra                                                                | 0 – 2                                                                      | Cile                                                                       | Amichevole                                                                 | -                                                                          | 57’                                                                        |
| 4-6-2014                                                                   | Miami Gardens                                                              | Ecuador                                                                    | 2 – 2                                                                      | Inghilterra                                                                | Amichevole                                                                 | -                                                                          |                                                                            |
| 24-6-2014                                                                  | Belo Horizonte                                                             | Costa Rica                                                                 | 0 – 0                                                                      | Inghilterra                                                                | Mondiali 2014 - 1º turno                                                   | -                                                                          |                                                                            |
| 3-9-2014                                                                   | Londra                                                                     | Inghilterra                                                                | 1 – 0                                                                      | Norvegia                                                                   | Amichevole                                                                 | -                                                                          |                                                                            |
| 8-9-2014                                                                   | Basilea                                                                    | Svizzera                                                                   | 0 – 2                                                                      | Inghilterra                                                                | Qual. Euro 2016                                                            | -                                                                          | 77’                                                                        |
| 27-3-2015                                                                  | Londra                                                                     | Inghilterra                                                                | 4 – 0                                                                      | Lituania                                                                   | Qual. Euro 2016                                                            | -                                                                          |                                                                            |
| 31-3-2015                                                                  | Torino                                                                     | Italia                                                                     | 1 – 1                                                                      | Inghilterra                                                                | Amichevole                                                                 | -                                                                          | 70’                                                                        |
| 7-6-2015                                                                   | Dublino                                                                    | Irlanda                                                                    | 0 – 0                                                                      | Inghilterra                                                                | Amichevole                                                                 | -                                                                          |                                                                            |
| 14-6-2015                                                                  | Lubiana                                                                    | Slovenia                                                                   | 2 – 3                                                                      | Inghilterra                                                                | Qual. Euro 2016                                                            | -                                                                          | 46’                                                                        |
| 12-10-2015                                                                 | Vilnius                                                                    | Lituania                                                                   | 0 – 3                                                                      | Inghilterra                                                                | Qual. Euro 2016                                                            | -                                                                          |                                                                            |
| 13-11-2015                                                                 | Alicante                                                                   | Spagna                                                                     | 2 – 0                                                                      | Inghilterra                                                                | Amichevole                                                                 | -                                                                          |                                                                            |
| 17-11-2015                                                                 | Londra                                                                     | Inghilterra                                                                | 2 – 0                                                                      | Francia                                                                    | Amichevole                                                                 | -                                                                          | 88’                                                                        |
| 13-6-2017                                                                  | Saint-Denis                                                                | Francia                                                                    | 3 – 2                                                                      | Inghilterra                                                                | Amichevole                                                                 | -                                                                          | 82’                                                                        |
| 1-9-2017                                                                   | Ta' Qali                                                                   | Malta                                                                      | 0 – 4                                                                      | Inghilterra                                                                | Qual. Mondiali 2018                                                        | -                                                                          |                                                                            |
| 4-9-2017                                                                   | Londra                                                                     | Inghilterra                                                                | 2 – 1                                                                      | Slovacchia                                                                 | Qual. Mondiali 2018                                                        | -                                                                          |                                                                            |
| 10-11-2017                                                                 | Londra                                                                     | Inghilterra                                                                | 0 – 0                                                                      | Germania                                                                   | Amichevole                                                                 | -                                                                          |                                                                            |
| 7-6-2018                                                                   | Leeds                                                                      | Inghilterra                                                                | 2 – 0                                                                      | Costa Rica                                                                 | Amichevole                                                                 | -                                                                          |                                                                            |
| 28-6-2018                                                                  | Kaliningrad                                                                | Inghilterra                                                                | 0 – 1                                                                      | Belgio                                                                     | Mondiali 2018 - 1º turno                                                   | -                                                                          |                                                                            |
| 14-7-2018                                                                  | San Pietroburgo                                                            | Belgio                                                                     | 2 – 0                                                                      | Inghilterra                                                                | Mondiali 2018 - Finale 3º posto                                            | -                                                                          |                                                                            |
| Totale                                                                     |                                                                            | Presenze                                                                   | 27                                                                         |                                                                            | Reti                                                                       | 0                                                                          |                                                                            |

## Palmarès

### Competizioni nazionali
- Community Shield: 3

Manchester United: 2011, 2013, 2016
- Campionato inglese: 1

Manchester United: 2012-2013
- Coppa d'Inghilterra: 1

Manchester United: 2015-2016
- Coppa di Lega inglese: 2

Manchester United: 2016-2017, 2022-2023

### Competizioni internazionali
- UEFA Europa League: 1

Manchester United: 2016-2017